# Elegies
Elegies ist die erste Live-DVD der US-amerikanischen Thrash-Metal-Band Machine Head. Sie erschien im Jahre 2005 über Roadrunner Records.

## Entstehung und Hintergrund
Hauptteil der DVD ist ein Mitschnitt des Konzerts, welches Machine Head am 5. Dezember 2004 in der Londoner Brixton Academy spielten. An gleicher Stelle nahm die Band bereits ihr Livealbum Hellalive auf. Zum ersten Mal in der Bandgeschichte wurde bei einem Machine Head-Konzert Pyrotechnik verwendet. Bei dem Konzert wurde als Intro das Titellied des US-amerikanischen Horrorfilm Das Omen verwendet. Während des eigentlichen Konzerts spielten Machine Head ein Medley aus Coverversionen von Bands wie Sepultura, Metallica, System of a Down, Iron Maiden und Pantera. Aus urheberrechtlichen Gründen ist dieses Medley nicht auf der DVD zu sehen.
Neben dem Konzert enthält die DVD einen Dokumentarfilm über die Entstehung des Studioalbums Through the Ashes of Empires, Tourimpressionen und die Musikvideos zu den Liedern Imperium, Days Turn Blue to Gray und The Blood, the Sweat, the Tears. Für den Dokumentarfilm und die Tourimpressionen sichtete die Band über 300 Stunden an Filmmaterial. Ursprünglich sollte die DVD den Titel Through the Ashes of England tragen.

## Titelliste
| 1. Intro (Ave Satani) – 2:53 2. Imperium – 5:52 3. Seasons Wither – 6:18 4. Old – 4:35 5. Bulldozer – 5:21 6. Days Turn Blue to Gray – 5:22 7. The Blood, the Sweat, the Tears – 4:04 | 1. Ten Ton Hammer – 4:28 2. The Burning Red – 6:05 3. In the Presence of My Enemies – 7:59 4. Take My Scars – 6:03 5. Descend the Shades of Night – 6:56 6. Davidian – 5:26 7. Block – 8:10 |

## Rezeption
Björn Backes vom Onlinemagazin Powermetal.de beschrieb in seiner Rezension Elegies als Referenzwerk im Thrash-Metal-Genre, da die Band „den Höhepunkt der letzten Tournee für diese Aufnahmen angepasst haben“. Für Rafael Hofmann vom Onlinemagazin My Revelations darf Elegies unter keinem Weihnachtsbaum fehlen, bemängelte aber die „wirre Kameraführung“. Yvonne Bielig vom Onlinemagazin Bloodchamber sprache eine „uneingeschränkte Empfehlung nicht nur für Fans der Band, sondern auch für Liebhaber energiegeladener Konzertmitschnitte“ aus und vergab neun von zehn Punkten, auch wenn „eine üppigere Verpackung und ein paar Songs mehr nicht geschadet hätten“.